# Boulevard Anatole-France (Paris)
Pour les articles homonymes, voir Boulevard Anatole-France.
Le boulevard Anatole-France est une voie publique de Boulogne-Billancourt et du 16e arrondissement de Paris.

## Situation et accès
Partant de la Seine, le boulevard longe le bois de Boulogne sur sa gauche, au nord, et le parc Edmond-de-Rothschild sur sa droite. Il rencontre l'allée de Longchamp, traverse le croisement de la route de Sèvres-à-Neuilly et l'avenue Charles-de-Gaulle à Boulogne-Billancourt, la rue d'Alsace, passe au-dessus du tunnel Ambroise-Paré avant de se terminer au carrefour des Anciens-Combattants.

## Origine du nom
Ce boulevard doit son nom à l'écrivain français Anatole France (1844-1924).

## Historique
Cette voie de communication s'appelait autrefois boulevard de Boulogne.

## Bâtiments remarquables et lieux de mémoire
- Porte de l'Hippodrome, qui donne accès à l'hippodrome de Longchamp.
- Le bois de Boulogne abrite à cet endroit des séquoias géants[2],[3].
- Château Rothschild, construit de 1855 à 1861 dans le style Louis XIV pour le banquier James de Rothschild.
- Passerelle de l'Avre, menant à Saint-Cloud.